# Julius Heinrich von Gemmingen-Steinegg
Julius Heinrich Georg Hermann Freiherr von Gemmingen-Steinegg (* 15. Juli 1843 in Grunau; † 23. Oktober 1903 in Berlin) war ein preußischer General der Infanterie und erster Präsident des Reichsmilitärgerichts.

## Leben

### Herkunft
Julius Heinrich entstammte dem Adelsgeschlecht Gemmingen-Steinegg. Er war der Sohn von Hermann von Gemmingen-Steinegg (* 11. August 1803 in Steinegg; † 15. April 1861 in Frankfurt (Oder)) und dessen Ehefrau Elisabeth, geborene von Kurnatowski (* 28. Februar 1819; † 6. Dezember 1872 in Frankfurt (Oder)).

### Militärkarriere
Gemmingen besuchte in seiner Jugend das Friedrichsgymnasium in Frankfurt (Oder) und war ab 4. Mai 1859 Kadett in Berlin. Am 6. Mai 1862 wurde er mit Belobigung des Königs als Sekondeleutnant in das Garde-Füsilier-Regiment der Preußischen Armee überwiesen. Ab Juli 1866 diente er als Bataillonsadjutant, wurde am 25. September 1867 in das Infanterieregiment Nr. 93 versetzt und hatte dort ab 10. Oktober 1867 die gleiche Funktion inne. Am 24. März 1868 stieg Gemmingen zum Regimentsadjutant auf und wurde im Jahr darauf zum Premierleutnant befördert. Als solcher nahm er während des Krieges gegen Frankreich 1870/71 an den Kämpfen bei Beaumont, Sedan, Pierrefitte und Épinay sowie den Belagerungen von Toul und Paris teil. Ausgezeichnet mit dem Eisernen Kreuz II. Klasse kehrte Gemmingen in die Heimat zurück und wurde Mitte November 1873 zum Hauptmann befördert und gleichzeitig zum Kompaniechef ernannt. Vom 12. Juni 1877 bis 24. April 1878 war Gemmingen im Großen Generalstab tätig und wurde anschließend in den Generalstab der 21. Division nach Frankfurt am Main versetzt. Dort folgte am 22. März 1881 seine Beförderung zum Major. Im Jahr darauf versetzte man Gemmingen nach Kassel in den Generalstab des XI. Armee-Korps. Von dort kam er am 5. Februar 1884 wieder in den Großen Generalstab nach Berlin unter gleichzeitiger Kommandierung zum Kriegsministerium. Hier war Gemmingen die kommenden Jahre als Mobilmachungsreferent in der Armeeabteilung tätig. Anfang Juli 1887 kommandierte man ihn zum 3. Garde-Regiment zu Fuß. Dort war Gemmingen dann vom 16. August 1887 bis 16. April 1888 Kommandeur des II. Bataillons, wurde anschließend Oberstleutnant und kurzzeitig in den Stab des 7. Thüringischen Infanterie-Regiments Nr. 96 versetzt. Nach drei Monaten folgte seine Ernennung zum Chef des Generalstabs des VII. Armee-Korps in Münster. Hier wurde er am 24. März 1890 zum Oberst befördert und als solcher zwei Jahre später zum Kommandeur des 4. Garde-Regiments zu Fuß ernannt. Mit seiner Beförderung zum Generalmajor entband man Gemmingen am 27. Januar 1894 von diesem Posten und stellte ihn kurzzeitig zur Verfügung. Er kam dann ins Kriegsministerium und wurde dort am 17. März 1894 zum Direktor des Militär-Ökonomiedepartements ernannt. Unter seiner Führung wurden die in seinen Verantwortungsbereich fallenden Dienstvorschriften, u. a. die der Intendantur, neu bearbeitet. Gleichzeitig war Gemmingen ab 4. April 1894 auch stellvertretender Bevollmächtigter zum Bundesrat.
Nachdem Gemmingen am 10. September 1897 Generalleutnant geworden war, ernannte man ihn am 5. April 1898 zum Kommandeur der 8. Division. Ein knappes Jahr später wurde er nach Erfurt versetzt und erhielt hier das Kommando über die neuerrichtete 38. Division. Diesen Posten gab Gemmingen am 8. Juli 1900 ab. Er wurde nach Berlin versetzt und dort zum ersten Präsidenten des Militärreichsgerichts ernannt. Ab 28. März 1901 fungierte Gemmingen zusätzlich auch als Bevollmächtigter zum Bundesrat und wurde am 27. Januar 1902 zum General der Infanterie befördert.
Gemmingen verstarb nach kurzer Krankheit an einer Influenza und wurde am 26. Oktober 1903 auf dem Garnisonsfriedhof Hasenheide beigesetzt.
Er war Inhaber des Roten Adlerordens I. Klasse mit Eichenlaub sowie des Kronenordens I. Klasse.

### Familie
Gemmingen verheiratete sich am 25. Juli 1871 in Hecklingen mit Margarete Charlotte von Trotha (* 8. Mai 1835 in Hecklingen; † 18. November 1883 in Kassel). Nach ihrem Tod heiratete er am 28. April 1886 Johanna, verwitwete Freifrau von Willisen, geborene von Gersdorff (* 14. Februar 1844 in Rothenburg; † 13. Juli 1906 in Berlin).
Aus der ersten Ehe ging die Tochter Elisabeth Marie Anna Fanny (* 7. November 1872 in Dessau) hervor. Sie wurde später Äbtissin in Schloss Mosigkau.